# Arva (okręg Prahova)
Arva – wieś w Rumunii, w okręgu Prahova, w gminie Valea Călugărească. W 2011 roku liczyła 535 mieszkańców.